# Alfred Straßweg

Alfred Straßweg

Alfred Straßweg (* 21. Mai 1902 in Wermelskirchen; † 24. November 1997 ebenda) war ein deutscher politischer Funktionär und Politiker (NSDAP).

## Leben

### Frühe Jahre und Weimarer Republik
Von 1908 bis 1916 besuchte Straßweg die Volksschule seines Heimatortes. Nach dem Ersten Weltkrieg begann er dort eine Ausbildung zum Maler und Anstreicher, die er 1923 mit Ablegung der Gesellenprüfung abschloss. Seit dem 20. Juli 1926 führte er dann als Selbstständiger ein Maler- und Anstreichergeschäft.
Politisch neigte Straßweg seit den frühen 1920er Jahren der völkischen Bewegung zu: Am 1. November 1925 trat er in die NSDAP ein (Mitgliedsnummer 21.696). In dieser übernahm er bald Funktionärsaufgaben: 1926/1927 wurde er Ortsgruppenleiter der Partei in seinem Heimatsort Wermelskirchen. 1928 wurde er als Gaukommissar im „Bergischen Land“ geführt. Seit September bekleidete er den Posten des Kreisleiter der NSDAP für das Gebiet des Bergischen-Landes.
Im November 1929 zog Straßweg als Kandidat der NSDAP in den Stadtrat von Wermelskirchen ein. Zusätzlich hierzu wurde er in den Kreistag des Rhein-Wupper-Kreises gewählt. Später gehörte er außerdem dem Kreisausschuss als Mitglied an.
Bei der Landtagswahl vom Mai 1932 wurde Straßweg als Kandidat der NSDAP für den Wahlkreis 22 in den Preußischen Landtag gewählt. Dieser Körperschaft gehörte er anschließend bis zu ihrer Auflösung im Herbst 1933 als Abgeordneter an.

### NS-Zeit
Nach der Machtübernahme durch die Nationalsozialisten gab Straßweg seiner Malergeschäft zum 23. Mai 1933 auf, um sich fortan hauptberuflich als Funktionär für die NSDAP zu betätigen. Trotzdem legte er noch am 17. Juli 1937 in Düsseldorf mit der Note Gut die Meisterprüfung ab.
Während der ersten Jahre der NS-Zeit amtierte er weiterhin als Kreisleiter des Kreises Bergisch-Land der NSDAP. Diesen Posten behielt er bis zum 25. Juli 1937 bei. Parallel hierzu bekleidete er von September 1934 bis Juni 1936 den Posten des Gauinspekteurs für das rechtsrheinische Gebiet des Gaus Düsseldorf, mit Ausnahme der Stadt Düsseldorf selbst.
Bei der Reichstagswahl vom November 1933 wurde Straßweg als Abgeordneter in den Reichstag gewählt. Diesem gehörte er anschließend knapp elfeinhalb Jahre lang, bis zum Ende der NS-Herrschaft im Frühjahr 1945, an. Sein Mandat wurde während dieser Zeit zweimal, bei den Wahlen von 1936 und von 1938 bestätigt.
Im April 1935 wurde Straßweg zum Beauftragten der NSDAP für den Kreis Rhein-Wupper, Solingen und Remscheid ernannt. In der Folge amtierte er als Kreisleiter in Solingen (vom 1. Januar 1936 bis zum 21. Mai 1937) und als Kreisleiter in Wuppertal (vom 21. Mai 1937 bis Mai 1945). Sein Wuppertaler Amtssitz befand sich in der Villa Frowein.
Nach Beginn des Zweiten Weltkriegs tat Straßweg ab 1940 Militärdienst: Von August 1940 bis November 1941 gehörte er einer Propagandakompanie der Wehrmacht als Unteroffizier an. Nach Beginn des Angriffs auf die Sowjetunion im Juni 1941 wurde Straßweg an die Ostfront versetzt. Von dort kehrte er im November desselben Jahres zurück.

### Nachkriegszeit
Bei Kriegsende wurde Straßweg im April 1945 interniert. Bis 1948 wurde er im Internierungslager Eselheide gefangen gehalten. Während der Internierung arbeitete er als Hilfsarbeiter in einem Tiefbauunternehmen.
Die 9. Spruchkammer des Spruchgerichts Bielefeld verurteilte Straßweg am 19. Juni 1948 zu einer Haftstrafe von einem Jahr und neun Monaten Gefängnis, die durch die Internierungszeit als verbüßt galt.
Der Entnazifizierungsausschuß für den Regierungsbezirk Düsseldorf stufte ihn am 13. Dezember 1949 in die Kategorie III (Minderbelastete) ein. Wenige Tage zuvor, am 4. Dezember 1949 hatte die Staatsanwaltschaft Wuppertal Ermittlungen wegen Verbrechen gegen die Menschlichkeit gegen ihn eingeleitet. Grund hierfür war die Annahme, dass er an den Übergriffen gegen Juden in Wuppertal während der Novemberpogrome 1938 ibeteiligt gewesen war. Das Verfahren wurde aber bereits am 12. Mai 1950 eingestellt.
Nach seiner Freilassung ließ Straßweg sich wieder als Malermeister in Wermelskirchen nieder, wo er bis zu seinem Tod 1997 lebte. Seine politische Einstellung, speziell sein Bekenntnis zum nationalsozialistischen Gedankengut, behielt er, soweit sich dies aus seinen überlieferten Äußerungen entnehmen lässt, bei: Noch um 1980 äußerte er, dass er der NSDAP, wenn er diese Entscheidung erneut treffen müsste, wieder beitreten würde. Seine postume Autobiografie, die 2017 in einer kommentierten Ausarbeitung publiziert wurde, wurde daher unter das Zitat gestellt: „Ich würde mich wieder für die NSDAP entscheiden!“.

## Auszeichnungen
- Goldenes Parteiabzeichen der NSDAP[2]
- Kriegsverdienstkreuz I. Klasse[2]
- Dienstauszeichnung der NSDAP in Bronze, Silber und Gold[2]